# Rhoys Wiggins
Rhoys Barrie Wiggins, né le 4 novembre 1987 à Uxbridge, est un ancien footballeur anglais qui évoluait au poste de défenseur. Il jouait pour AFC Bournemouth à quatre reprises.

## Biographie
Le 5 août 2015, il rejoint Sheffield Wednesday.
Le 1er février 2016, il rejoint  AFC Bournemouth. Le 31 août 2016 il est prêté à Birmingham City.
En mai 2018, il annonce sa retraite, à la suite d'une blessure de 18 mois.

## Statistiques
| Saison                | Club                   | Championnat           | Championnat | Championnat | Coupe(s) nationale(s) | Coupe(s) nationale(s) | Total | Total |
| Saison                | Club                   | Division              | M.          | B.          | M.                    | B.                    | M.    | B.    |
| 2008-2009             | Crystal Palace FC      | Championship          | 1           | 0           | 0                     | 0                     | 1     | 0     |
| 2008-2009             | AFC Bournemouth (prêt) | League Two            | 13          | 0           | 0                     | 0                     | 13    | 0     |
| Sous-total            | Sous-total             | Sous-total            | 14          | 0           | 0                     | 0                     | 14    | 0     |
| 2009-2010             | Norwich City FC        | League One            | 0           | 0           | 3                     | 0                     | 3     | 0     |
| Sous-total            | Sous-total             | Sous-total            | 0           | 0           | 3                     | 0                     | 3     | 0     |
| 2009-2010             | AFC Bournemouth (prêt) | League Two            | 19          | 0           | 0                     | 0                     | 19    | 0     |
| 2010-2011             | AFC Bournemouth        | League One            | 35          | 2           | 5                     | 0                     | 40    | 2     |
| Sous-total            | Sous-total             | Sous-total            | 54          | 2           | 5                     | 0                     | 59    | 2     |
| 2011-2012             | Charlton Athletic FC   | League One            | 45          | 1           | 2                     | 0                     | 47    | 1     |
| 2012-2013             | Charlton Athletic FC   | Championship          | 20          | 0           | 0                     | 0                     | 20    | 0     |
| 2013-2014             | Charlton Athletic FC   | Championship          | 38          | 0           | 2                     | 0                     | 40    | 0     |
| 2014-2015             | Charlton Athletic FC   | Championship          | 21          | 0           | 0                     | 0                     | 21    | 0     |
| Sous-total            | Sous-total             | Sous-total            | 124         | 1           | 4                     | 0                     | 128   | 1     |
| 2015-2016             | Sheffield Wednesday FC | Championship          | 4           | 0           | 2                     | 0                     | 6     | 0     |
| Sous-total            | Sous-total             | Sous-total            | 4           | 0           | 2                     | 0                     | 6     | 0     |
| Total sur la carrière | Total sur la carrière  | Total sur la carrière | 196         | 3           | 14                    | 0                     | 210   | 3     |

## Palmarès

### Collectif
- Avec  Charlton Athletic
  - Champion de la Football League One (D3) en 2012

### Individuelles
- 2012 Membre de l'équipe type de Football League One en 2012.